# Linn Boyd Benton

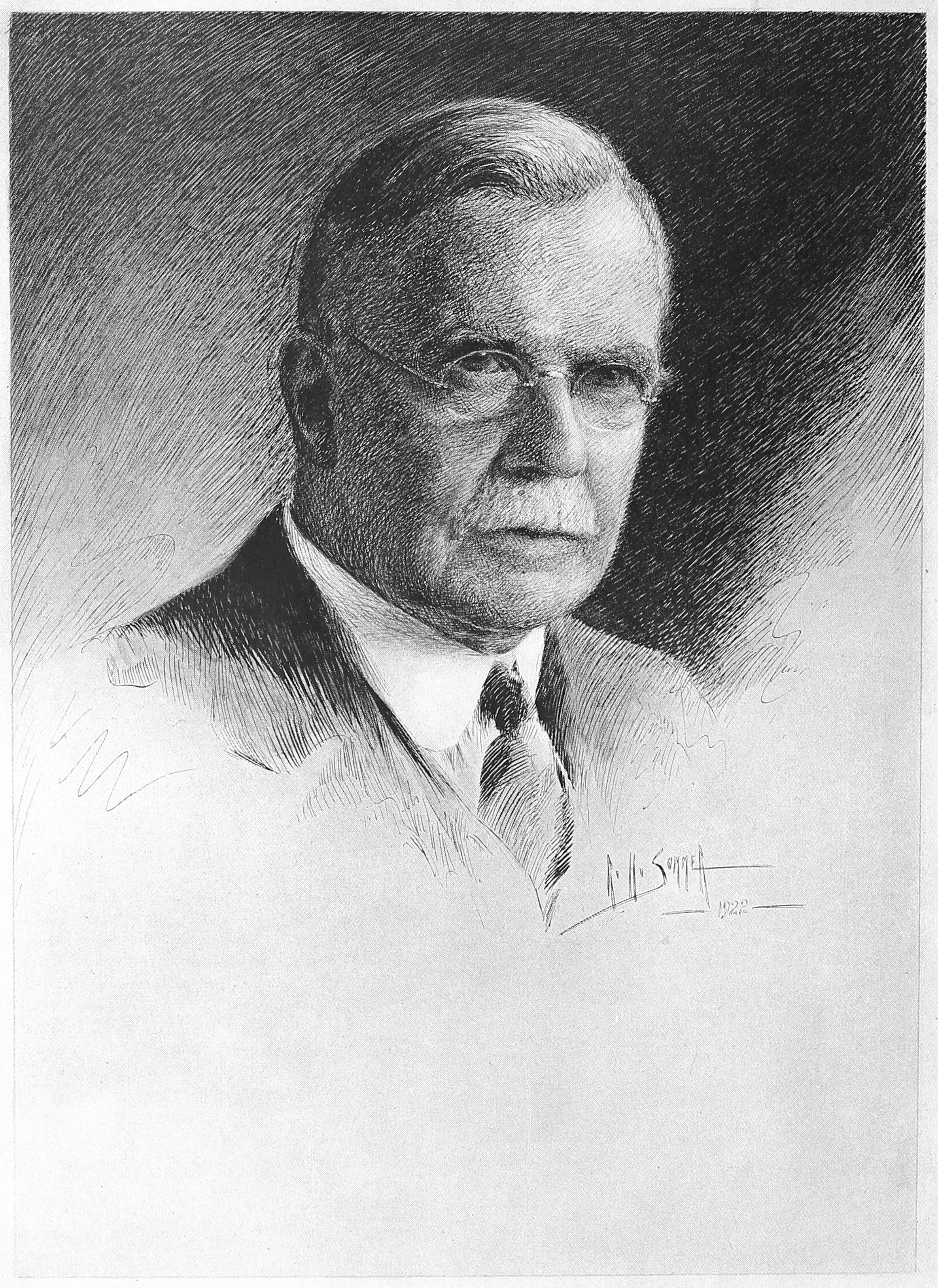
Linn Boyd Benton, gezeichnet von R. H. Sommer (1922)

Linn Boyd Benton (* 30. Mai 1844 in Little Falls, New York; † 15. Juli 1932 in Plainfield, New Jersey) war ein US-amerikanischer Ingenieur, Erfinder und Schriftgestalter. Seit der 1892 erfolgten Begründung der (American Type Founders) (ATF) – einem Zusammenschluss amerikanischer Schriftgießereien – nahm er die führende Position in dem Unternehmen ein. Alleine und zusammen mit seinem Sohn Morris Fuller Benton brachte er eine Reihe technischer Innovationen auf den Weg. Als Schriftgestalter bekannt ist er vor allem wegen der von ihm mitentwickelten Schrift Century.

## Biografie

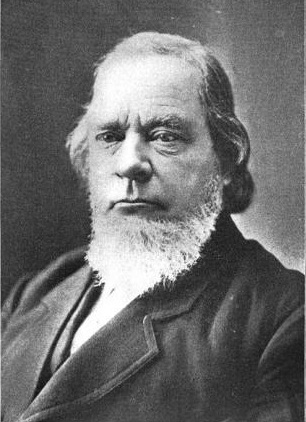
Linn Boyd Bentons Vater: Charles S. Benton

Linn Boyd Benton wurde in eine Familie hineingeboren, die sowohl als unternehmerisch tätige Selfmademen als auch in Bezug auf die Bekleidung öffentlicher Ämter auf eine langjährige Tradition zurückblickte. Die Bentons waren weitläufige Nachfahren englischer Einwanderer, welche sich 1638 in Connecticut niedergelassen hatten. Linn Boyds Großvater väterlicherseits, Joseph Benton, praktizierte als Arzt in Fryeburg, Maine. Linn Boyds Vater war der Jurist, Politiker und Zeitungsherausgeber Charles S. Benton. Zwecks Absolvierung einer Sattler-Lehre mit vierzehn nach Little Falls, New York, umgezogen, ließ sich Charles Benton längerfristig dort nieder und betrieb ab 1832 eine örtliche Zeitung mit dem Namen Mohawk Courier & Little Falls Gazette. Das Zeitungsverlagsgeschäft, so die Benton-Biografin Patricia Cost, habe Charles mehr und mehr in die Politik sowie die lokalen Netzwerke der Demokratischen Partei hereingezogen. 1840 heiratete er Emily Fuller – eine Frau schottischer Abstammung, deren Familienstammbaum ebenfalls bis ins 17. Jahrhundert zurückreichte. Der erste Sohn der beiden, Linn Boyd Benton, wurde am 30. Mai 1844 geboren. Der Vorname war dem Namen eines politischen Förderers seines Vaters entliehen – dem aus Kentucky stammenden Kongressabgeordneten und späteren Repräsentantenhaus-Sprechers Linn Boyd.
Linn Boyds Mutter starb, als er drei Jahre war. Elf Jahre nach seiner Geburt zog Charles Benton, inzwischen neu verheiratet, mit seiner Familie nach Milwaukee, Wisconsin um. Dort setzte Linn Boyd seine Grundschulausbildung fort. 1858 erfolgte ein weiterer Ortswechsel – nach La Crosse im westlichen Wisconsin, wo Charles eine Tätigkeit als Register für das US-Grundbuchamt aufnahm. Bei einem Privatlehrer erhielt Linn Boyd Privatstunden in Latein, Griechisch und anderen Fächern. Eine Zeit lang besuchte er das nicht weit von La Crosse entfernte Galesville College in Wisconsin. Nach dem Abschluss seiner schulischen Ausbildung mit etwa 16 Jahren arbeitete er in der Druckerei des La Crosse Republican von Charles Seymour. In diese von raschen Tätigkeitswechseln bestimmte Phase fielen auch Ferienarbeits-Intervalle im Grabsteinmetz- sowie Juweliers-Metier – Bereiche, in denen sich seine unmittelbaren Fertigkeiten zwar als eher durchschnittlich erwiesen, die Erlangung von Grundkenntnissen im Bereich Gravur allerdings als nützlich in Bezug auf seine spätere Laufbahn.
In der von seinem Vater betriebenen Zeitung Milwaukee Daily News lernte Linn Boyd schließlich das Setzer- und Druckerhandwerk. In den Folgejahren arbeitete er dort kontinuierlich mit. 1871, im Alter von 29, heiratete er Jesse Elizabeth Donaldson – eine Frau, die einer weitläufigen Familie in Milwaukee ansässiger schottischer Einwanderer entstammte. Ein Jahr später wurde ihr Sohn geboren – Morris Fuller Benton. 1873 wurde Linn Boyd Mitinhaber einer Schriftgießerei. Nach einem Partnerwechsel infolge Tod ab 1882 unter dem Namen Benton, Waldo & Co. firmierend, ging diese schließlich in der 1892 gegründeten American Type Founders (ATF) auf – einem Zusammenschluss von 23 ehemals eigenständigen, vorwiegend an der Ostküste sowie im Mittleren Westen ansässigen Schriftgießereien.

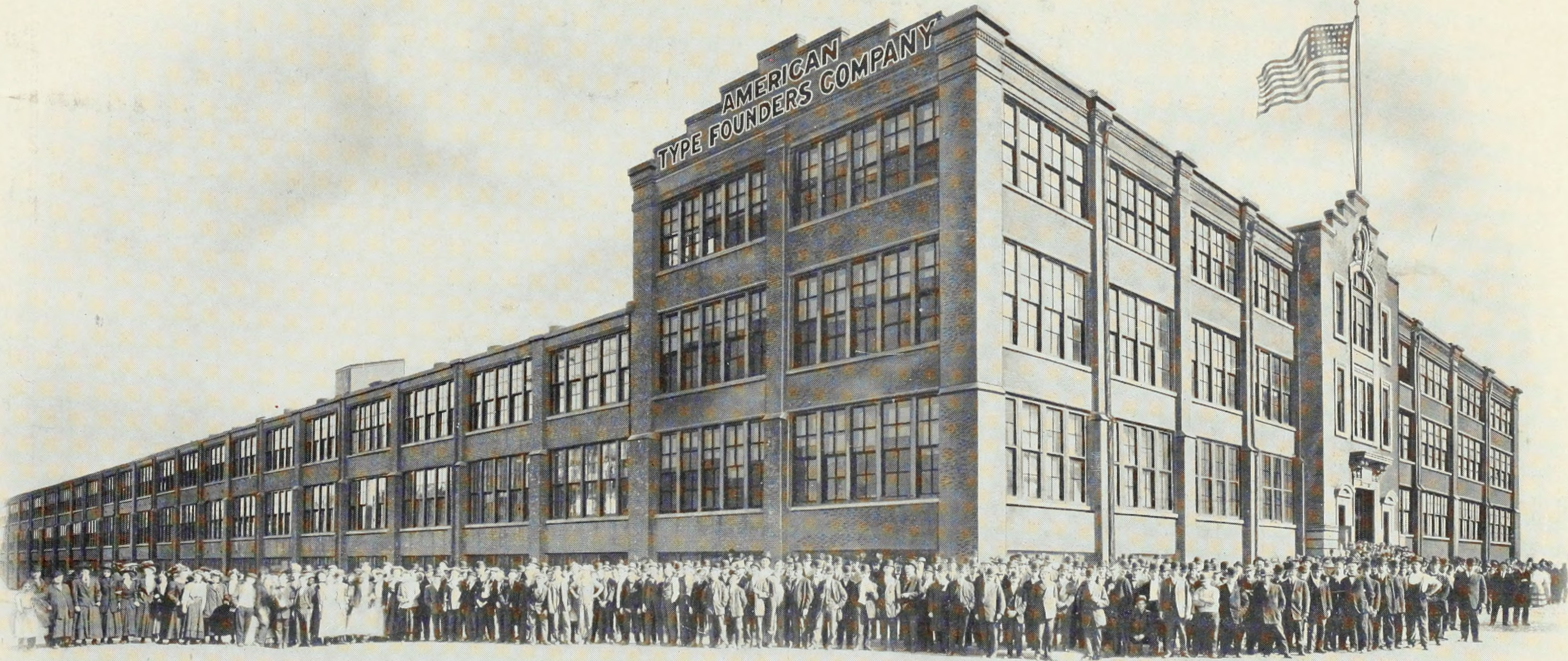
Hauptniederlassung der American Type Founders in Jersey City (1912)

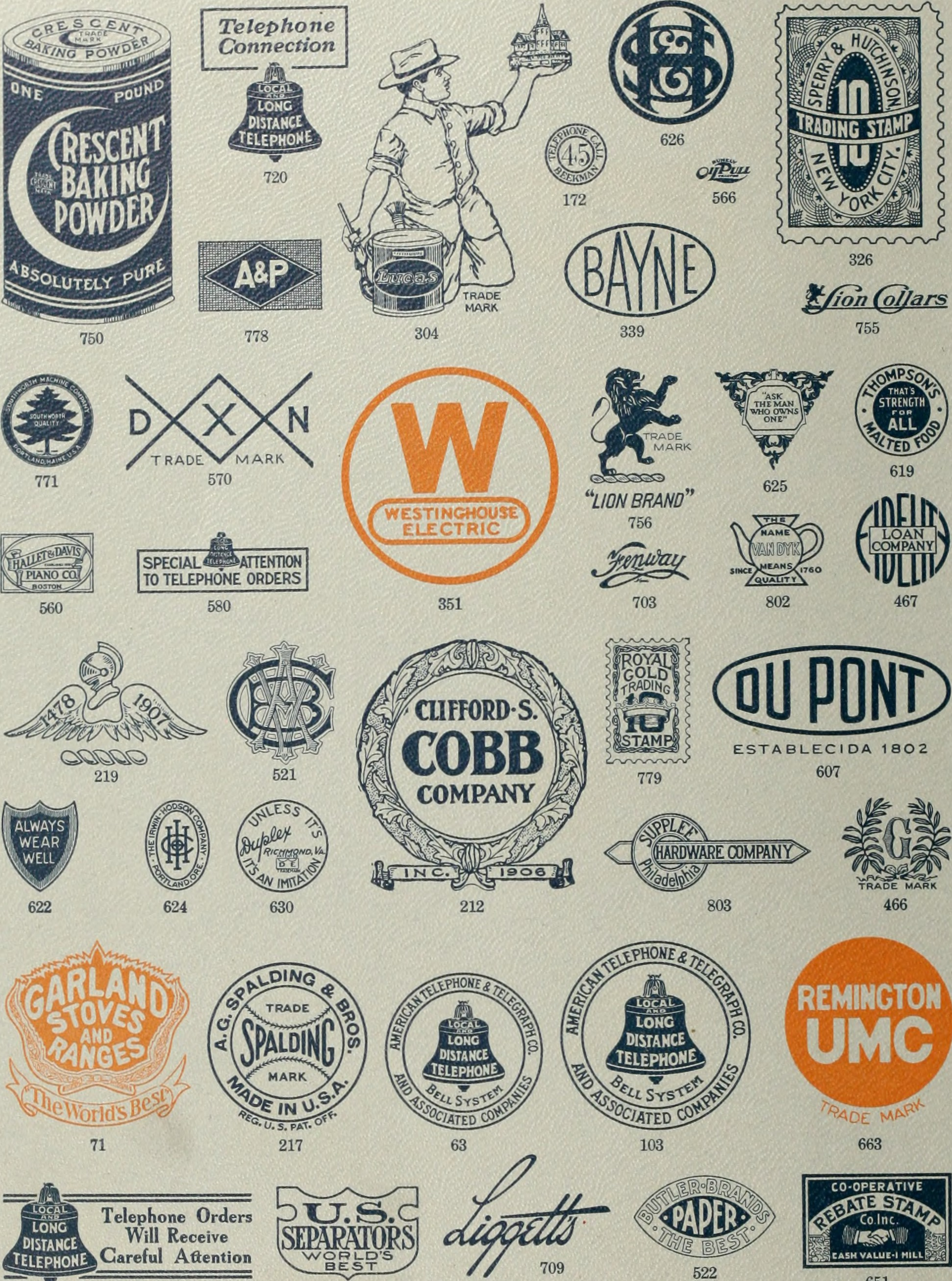
Firmensignets und Schmuckzeichen in einem ATF-Musterbuch (1912)

Als Druck- und Satz-Techniker hatte Linn Boyd Benton schon früh erfinderischen Ehrgeiz unter Beweis gestellt. Sein Hauptstreben richtete sich bald auf die Effizienzsteigerung innerhalb der von ihm erworbenen Schriftgießerei. Seine erste Erfindung, eine Vorrichtung für den Mehrfachguss von Bleilettern, wurde 1882 zum Patent angemeldet. 1884 entwickelte er die erste Version seines Pantografen für die mechanisierte Gravur von Stahlstempeln. Die 1892 erfolgte Gründung der ATF war sowohl für Linn Boyd als auch seinen Sohn Morris Fuller ein biografisch entscheidender Einschnitt. Zum einen hatte sie einen (erneuten) Umzug an die Ostküste zur Folge – in die Peripherie der Metropole New York. In der Folge widmeten sich beide Bentons – Vater und Sohn – den Erfordernissen des Unternehmens: Linn Boyd als leitender Direktor, Morris Fuller als Ingenieur, Schriftentwerfer und kreativer Leiter der Abteilung Schriftentwürfe.
In die Anfangszeiten der AFT fiel auch die einzige von Linn Boyd Benton entwickelte Schrift – die Century. Sie entstand 1894 als Auftragsarbeit für die gleichnamige Zeitschrift  und wurde von Linn Boyd Benton gemeinsam mit dem Typografen und Century-Herausgeber Theodore Low De Vinne entworfen. Unter der Ägide der ATF und der typografischen Leitung seines Sohns Morris Fuller entstanden weitere Varianten der Century wie zum Beispiel die Century Expanded sowie, später, die bis heute bekannte Century Schoolbook.
Die unternehmerische Abstimmung zwischen Vater und Sohn war auch räumlich gesehen vergleichsweise eng. Bereits in den ersten Jahren der ATF wohnten Linn Boyd und Morris Fuller nicht weit voneinander entfernt im New Yorker Stadtbezirk Staten Island. Die Hin- und Nach-Hause-Wege zu der in Downtown Manhattan gelegenen ATF-Schriftgießerei absolvierten sie oft gemeinsam. Nach dem Umzug der ATF nach Jersey City bezogen beide Benton-Familien Quartier unter einem gemeinsamen Dach – einer geräumigen Villa in Plainfield, New Jersey. Das Zusammenwohnen unter einem Dach endete, als Morris Fuller – nach dem Tod seiner ersten Frau – 1923 erneut heiratete und mit seiner Familie in ein nicht weit von der Plainfield-Villa entferntes Domizil umzog.
Linn Boyd Benton war zu jener Zeit 79. Neun Jahre später, am 1. Juli 1932 trat er von seiner Position als Leiter der allgemeinen Produktionsabteilung der ATF zurück. Am 15. Juli verstarb er aufgrund einer plötzlich eingetretenen Hirnblutung. Seine Nachfolge als Direktor der – aufgrund der Great Depression sowie marktstrategischer Unflexibilät zwischenzeitlich in wirtschaftliche Schwierigkeiten geratenen – ATF trat sein Sohn Morris Fuller an.

## Privates
Im Unterschied zu der eher zurückhaltenden, mitunter als schwierig wahrgenommenen Art seines Sohns wird Linn Boyd Benton in Fachkreisen als geselliger Mensch beschrieben, der einen mitunter etwas robusten Humor pflegte und seinen Ziele mit Charme und Durchsetzungsvermögen verfolgte. Der Benton-Biografin Patricia Cost zufolge ließen diese Vorzüge mit fortschreitendem Alter nach; Linn Boyds Enkelin Caroline charakterisierte den alt gewordenen Linn Boyd mit folgender Bemerkung: „Großvater war nicht mehr so süß und liebenswert, wie er es in jungen Jahren gewesen war.“
Obwohl Linn Boyd Benton stark von der Leitung der ATF in Anspruch genommen war, nahm er sich dennoch Zeit für andere Interessen. Er sang in einer Reihe von Kirchenchören in Milwaukee, gehörte zusammen mit seiner Frau einem Gesangsverein in Milwaukee an und absolvierte gelegentlich Auftritte in leichten Opern.

## Bedeutung

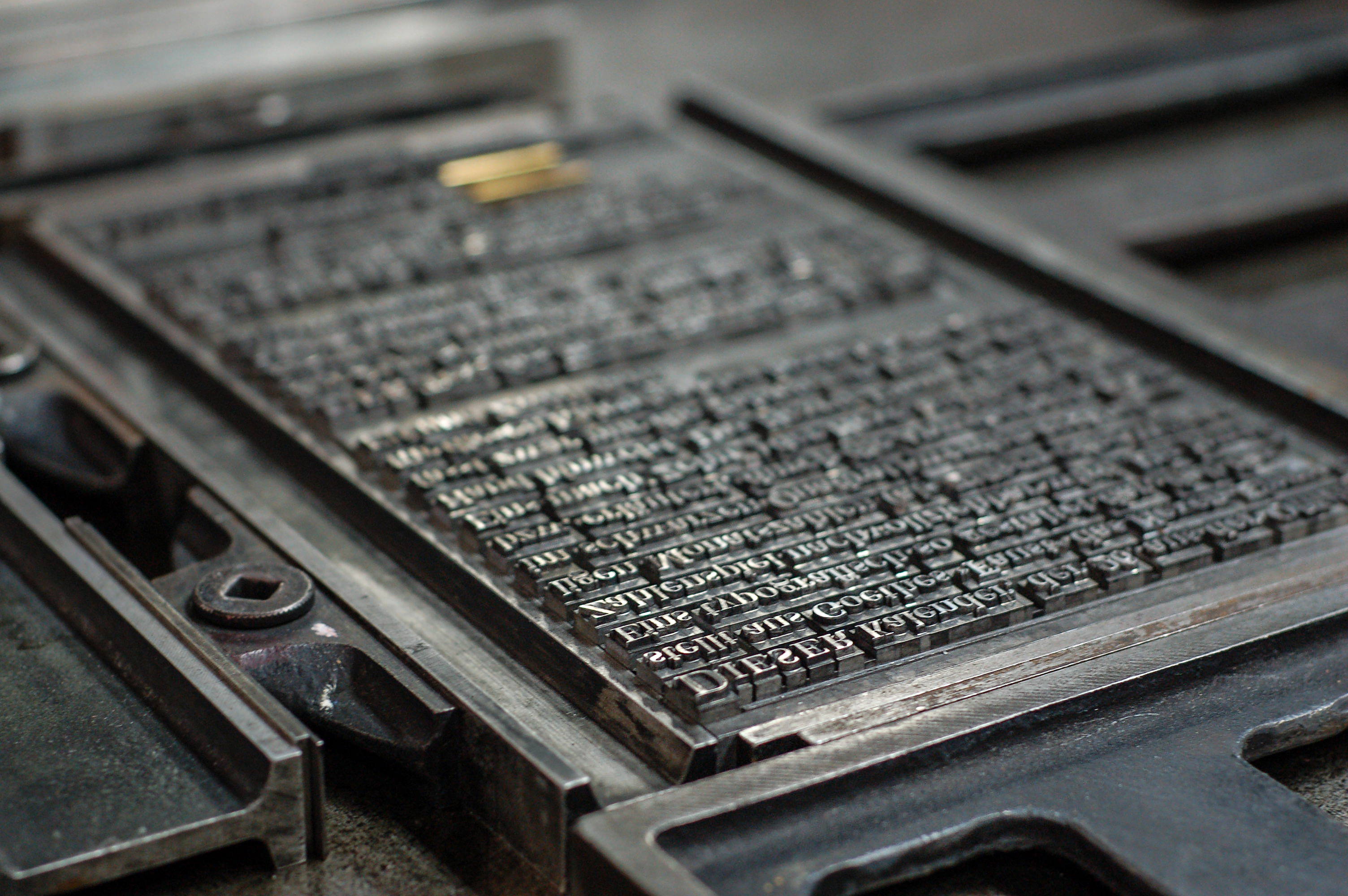
Druckform in einer Druckmaschine

Schriftmuster der Century Schoolbook

In Branchenpublikationen werden vor allem Linn Boyd Bentons Innovationen in den Bereichen mechanisiertes Gießen von Bleilettern und der Fabrikation gestanzter Master-Schablonen für den Schriftguss als bedeutsam sowie wegbereitend hervorgehoben. Seine erste bedeutsame Erfindung war die sogenannte Self Spacing Type – eine Apparatur, die die Setzgeschwindigkeit deutlich steigerte und speziell für Zeitungen und ähnliche Medien ein erheblicher Gewinn war. Die zugrundeliegende Normierung der Zeichenbreiten sowie die damit einhergehenden Verzerrungen wurden allerdings von einigen Typografen als nicht akzeptabel kritisiert.
Bentons zweite wegführende Erfindung war die pantografische Stanzmaschine. Anders als in früheren Zeiten, als jeder Stempel (die Vorlage, aus der zunächst Matrizformen und im Endschritt Bleilettern erstellt wurden) manuell gefertigt werden musste, ermöglichte Bentons Pantograph ein mechanisiertes Nachzeichnen von Stempeln für alle Schriftgrößen, die benötigt wurden. Lag eine Master-Matrix in Form eines in Stahl gestanztem Zeichens erst einmal vor, konnte dieses automatisiert auf jede Größe hoch- oder hinter interpoliert werden.
Als wegbereitend erwiesen sich beide Verfahren vor dem Hintergrund, dass die Druckindustrie im 19. Jahrhundert zwar wesentliche Fortschritte gemacht hatte, die Bereiche Bleilettern-Fabrikation und Satz indes deutlich hinterherhinkten und so ein Entwicklungs-Hemmnis darstellten. Zusammen Mit der von Ottmar Mergenthaler entwickelten Linotype-Zeilensetzmaschine waren Linn Boyd Bentons Innovationen ein Teil, der dazu beitrug, die Lücken im industriellen Fertigungsprozess zu schließen. Der US-amerikanische Branchen-Blogger Kevin R. Donley wertet Bentons Verdienste als äußerst bedeutsam: Ohne seinen Beitrag „wäre die Vollendung der Industrialisierung des Druckprozesses – und der Erfolg der Linotype-Gießmaschine von Mergenthaler – nicht möglich gewesen.“
Vergleichsweise überschaubar fällt hingegen Linn Boyd Bentons Ruf als Schriftgestalter ins Gewicht. Anders als sein Sohn Morris Fuller, der über 200 Schriftentwürfe allein oder maßgeblich mitgestaltete, wirkte Linn Boyd Benton lediglich an einer Schrift mit – der 1894 entstandenen Century. Vom Schrifttyp her lässt sich sowohl bei den Clarendon-ähnlichen Ionics einsortieren als auch im Sektor der damals gebräuchlichen und unter dem Namen Elzevir-Schriften firmierenden Renaissance-Antiquas. Als Schriftentwurf bedeutsam wurde die Century erst aufgrund der Erweiterungen und Varianten, welche unter der Ägide von Linn Boyds Sohn Morris Fuller erfolgten. Digital vorliegende Varianten der Urversion sind unter anderem: Century Old Style (Scangraphic Digital Type; Bitstream), Monotype Century Old Style (Monotype), Monotype Century (Monotype) sowie Selectric Century (Indian Summer Studio). Die Century Schoolbook als auf der Century aufbauende Schrift findet bis heute weite Verbreitung und ist digital in unterschiedlichen Versionen erhältlich.
Die Tatsache, dass beide Bentons – Linn Boyd und sein Sohn Morris Fuller – über die Fachbranche hinaus wenig bekannt sind, führen Kenner der typografischen Branche unter anderem auf ihre persönliche Zurückhaltung und Bescheidenheit zurück. Einen guten Anteil daran habe – so die Benton-Biografin Patricia Cost – die bei der ATF herrschende Betriebskultur gehabt, die eben nicht für ihre Mitarbeiter warb, sondern vielmehr ihre Produkte anpries. Eine Folge davon sei eben gewesen, dass die ATF zeitweilig zur führenden Schriftgießerei der USA avanciert sei – während Linn Boyd Benton und in gewisser Weise auch sein Sohn relativ unbekannt geblieben seien.